# Резня в Бендер-Махшехре
Резня в Бендер-Махшехре (перс. قتل‌عام ماهشهر‎) — массовое убийство протестующих в городе Бендер-Махшехр, Иран, которое произошло в период с 16 по 20 ноября 2019 года во время иранских протестов 2019—2020 годов. По оценкам, число погибших колеблется от 40 до 150.

## Предыстория
Протесты вспыхнули по всему Ирану 15 ноября 2019 года, после того как правительство объявило о внезапном повышении цен на бензин, и распространились на более чем 100 городов по всей стране. Протесты быстро переросли в оппозицию Верховному лидеру Али Хаменеи и действующему правительству.
Интернет внутри страны был полностью отключен правительством 16 ноября, что сделало освещение подробностей практически невозможным.

## Резня
В течение первых нескольких дней демонстраций в Бендер-Махшехре в середине ноября протестующие взяли под контроль большую часть города. Силы безопасности столкнулись с протестующими в Бендер-Махшехре 16 и 17 ноября и попытались подавить протесты с 16 по 18 ноября в пригородах Сарбандар и Джарахи.
Газета New York Times, основываясь на интервью с местными жителями, в том числе с журналистом и медсестрой в больнице, где оказывалась помощь жертвам репрессий, датировала прибытие крупных сил Революционной гвардии 18 ноября. По данным The New York Times, силы Революционной гвардии вошли в Шахрак Чамран, пригород Бендер-Махшехр, и без разбора открыли огонь по протестующим, некоторые из которых погибли. Другие протестующие собрались на болоте недалеко от места первого убийства. Один протестующий, «по-видимому, вооруженный АК-47», как сообщает The New York Times, открыл огонь по стражам исламской революции. Государственные СМИ Ирана описали протестующих, участвовавших в этих событиях, как «сепаратистскую группировку», вооруженную «полутяжелым оружием».
Революционная гвардия немедленно отреагировала, окружив протестующих на болоте и расстреляв их из пулеметов, в результате чего погибло 100 человек. Охранники увезли погибших на «грузовике» и уехали, а семьи выживших отвезли их в больницу Мемко.
Второй смертельный инцидент произошел 19 ноября в районе Шахрак Талегани в Бендер-Махшехре, когда Стражи исламской революции прибыли на танках и провели многочасовую перестрелку с местными этническими арабами. Один старший командир гвардии был убит. Организатор протеста, опрошенный The New York Times, во время боя получил ранение в ребра. Медсестра заявила The New York Times, что она лечила людей, раненых в бою, и у большинства из них были огнестрельные ранения в голову и грудь. Некоторые из раненых протестующих были арестованы в больнице.

## Жертвы
По первоначальным сообщениям из Бендер-Махшехра, за три дня боев силами безопасности было убито более 130 протестующих. В отчёте New York Times, опубликованном через две недели после инцидента, говорится, что в Бендер-Махшехре и его пригородах было убито от 40 до 100 протестующих. 17 декабря 2019 года анонимный чиновник из провинции Хузестан сообщил IranWire, что в общей сложности 148 протестующих погибли за пять дней протестов в Бендер-Махшехре.

## Последствия
25 ноября Мохамад Голмордаи, представитель Бендер-Махшехра в иранском парламенте, выразил свой гнев по поводу резни в речи в парламенте, которая транслировалась по государственному телевидению. По данным The New York Times, он «кричал»: «Что вы сделали такого, чего не сделал недостойный шах?».
18 января 2020 года Государственный департамент США ввёл санкции в отношении бригадного генерала Хасана Шахварпура как ответственного за резню в Бендер-Махшехре.